# Бут, Мэттью
Мэ́ттью Пол Бут (англ. Matthew Paul Booth; 14 марта 1977, Фисхук) — южноафриканский футболист, защитник.

## Биография
Отец Бута Пол — южноафриканец, а мать Антея — англичанка.
В 17 лет начал выступать за профессиональный клуб «Кейптаун Спёрс». Отыграв в нём три года, перешёл в один из сильнейших клубов ЮАР «Мамелоди Сандаунз», с которым стал чемпионом страны и финалистом африканской Лиги чемпионов.
В 1997 году взял «серебро» на молодёжном первенстве Африки, проходившем в Марокко, был капитаном команды.
Мэттью участвовал в финальном турнире Кубка африканских наций в Мали, на Олимпиаде-2000 в Сиднее, где он был капитаном олимпийской сборной.
Травма колена не позволила Буту стать участником чемпионата мира 2002 года в Японии и Корее, вместо него на главный футбольный форум планеты отправился Джейкоб Лекхето, выступавший тогда за московский «Локомотив».

## Игра в Ростове
В 2002 году Бут решил покинуть южноафриканский чемпионат и отправился играть за рубеж: он пробовался в английские клубы «Уимблдон» и «Вест Хэм», но не подошёл им. Тогда Виктор Бондаренко, тренировавший «Мамелоди Сандаунз», порекомендовал Бута российскому клубу «Ростсельмаш», в который он и перешёл в последний дозаявочный день — 31 августа. «Ростсельмашу», находившемуся в зоне вылета, Бут очень пригодился, он выходил на поле в стартовом составе 8 оставшихся матчей (пропустил одну игру из-за дисквалификации). 6 из этих матчей закончились вничью, а два — победой «Ростсельмаша». Эта серия вывела команду на 11 место и обезопасила от вылета. Во многом это была заслуга Мэттью, надёжно игравшего в защите и удачно вписавшегося в тренерские схемы Сергея Балахнина.
В 2003 году клуб переименовался в «Ростов» и продолжил свою беспроигрышную серию. Только в 7 туре чемпионата ростовчане проиграли, случилось это 4 мая в Самаре, где «Крылья Советов» выиграли 3:0. Перед командой стояли высокие цели, но московский «Спартак» вырвал у «Ростова» победу в финале Кубка, а концовка чемпионата выдалась гораздо хуже, чем его начало, что не позволило клубу подняться выше 11 места. Несмотря на это, для Мэттью Бута сезон вышел неплохим. Ему удалось забить мяч, а 30 июня он сыграл за команду легионеров чемпионата России против сборной России вместе с Пошкусом, Соузой и Короманом в рамках акции «Вместе против расизма».
По итогам сезона 2003 года Бут вошёл в число 33-х лучших футболистов страны. За полтора сезона он стал лидером команды.

## Игра в Самаре

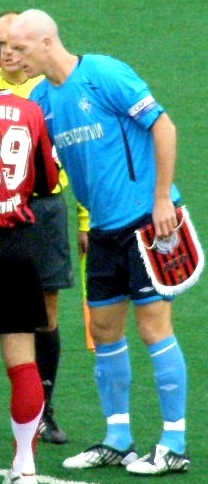
Мэттью Бут — капитан «Крыльев Советов»

В 2004 Бут попытался перейти в «Вулверхэмптон Уондерерс», но это не удалось. К концу сезона его контракт с «Ростовом» закончился, и Буту поступило предложение от самарских «Крыльев Советов», которое он и принял.
В 2006 году был признан третьим, а в 2007 году лучшим игроком «Крыльев Советов» по опросам на официальном сайте клуба. Перед началом сезона 2008 года Мэттью Бут был выбран капитаном «Крыльев Советов». По окончании сезона 2008 года покинул самарский клуб, став свободным агентом.
В феврале 2009 года заключил контракт на 5 месяцев со своим предыдущим клубом «Мамелоди Сандаунз».

## После завершения карьеры игрока
В 2009 году организовал благотворительный фонд Booth Trust, который занимается проведением  футбольных тренировок для детей из бедных семей.

## Достижения
- Чемпион ЮАР 1998—2000
- Финалист африканской Лиги чемпионов 2001
- Серебряный призёр чемпионата Африки среди молодежи 1997.
- Участник розыгрыша Кубка африканских наций в Мали в 2002-м.
- Участник Олимпийских игр в Сиднее.
- Финалист Кубка России 2002/2003 («Ростов»)
- Бронзовый призёр чемпионата России 2004 («Крылья Советов»)